# Comuna de Lubsza
Lubsza (polaco: Gmina Lubsza) é uma gminy (comuna) na Polónia, na voivodia de Opole e no Condado de Brzeg. A sede do condado é a cidade de Lubsza.
De acordo com os censos de 2004, a comuna tem 8587 habitantes, com uma densidade 40,4 hab/km².

## Área
Estende-se por uma área de 212,71 km², incluindo:
- área agricola: 47%
- área florestal: 46%

## Demografia
Dados de 30 de Junho 2004:
|                      | Total   | Total | Mulheres | Mulheres | Homens  | Homens |
| -------------------- | ------- | ----- | -------- | -------- | ------- | ------ |
|                      | pessoas | %     | pessoas  | %        | pessoas | %      |
| População            | 8587    | 100   | 4335     | 50,5     | 4252    | 49,5   |
| Densidade (pop./km²) | 40,4    | 100   | 20,4     | 20,4     | 20      | 20     |

De acordo com dados de 2002, o rendimento médio per capita ascendia a 1252,18 zł.

## Subdivisões
- Błota, Borucice, Czepielowice, Dobrzyń, Garbów, Kościerzyce, Lubicz, Lubsza, Mąkoszyce, Michałowice, Myśliborzyce, Nowe Kolnie, Nowy Świat, Piastowice, Pisarzowice, Raciszów, Rogalice, Roszkowice, Szydłowice, Śmiechowice, Tarnowiec.

## Comunas vizinhas
- Brzeg, Jelcz-Laskowice, Namysłów, Oława, Popielów, Skarbimierz, Świerczów